# Международный мемориальный трест Рерихов
Международный Мемориальный Трест Рерихов (Наггар, Индия) — общественная организация, основанная в 1993 году Девикой Рани Рерих для сохранения и развития духовного и материального наследия семьи Рерихов в Индии. В Попечительский Совет Треста в разное время входили многие известные общественные деятели Индии и России — Вирбхадра Сингх, главный министр штата Химачал-Прадеш; Александр Кадакин, посол России в Индии (1999—2004, с 2009); Вячеслав Трубников, бывший посол России в Индии (2004—2009); Ашок Тхакур, заместитель министра культуры штата Химачал-Прадеш; Фёдор Розовский, директор Российского центра науки и культуры (представительства Россотрудничества) в Нью-Дели; Людмила Шапошникова, директор музея имени Н. К. Рериха в Москве, и другие.
Будучи Премьер-министром Индии, Атал Бихари Ваджпаи являлся Почётным покровителем Треста и существенным образом повлиял на его дальнейшее развитие, оказав Тресту большую финансовую помощь.

## Задачи Треста
- сохранение и руководство научными, образовательными, культурными и художественными проектами и учреждениями, основанными в Индии членами семьи Рерихов — Николаем Рерихом, его супругой Еленой, их сыновьями Юрием и Святославом, а также Девикой Рани Рерих, супругой Святослава Николаевича.
- сохранение, распространение и популяризация художественных, научных, исследовательских трудов и идей семьи Рерихов;
- организация новых и поддержка существующих Центров, имеющих благотворительные, научно-исследовательские, литературные и образовательные цели и основывающихся на наследии семьи Рерихов, а также трудах Гималайского исследовательского института «Урусвати», и использующих их для благотворительных, культурных, научных и образовательных целей без учёта кастовых и религиозных различий;
- проведение конференций и семинаров в имении Рерихов в Наггаре с участием признанных авторитетов из разных стран по научной, литературной, культурной и образовательной тематике в рамках наследия Рерихов;
- подготовка, переиздание и распространение книг и публикаций об искусстве, научных исследованиях, в особенности тех, которые принадлежат или имеют прямое отношение к членам семьи Рерихов;
- получение, накопление и распоряжение в соответствии с решениями Совета Треста финансовыми средствами, переданными в дар, по наследству или иным способом без ограничений по количеству и назначению, кроме налагаемых законами, действующими в Индии;
- оказание помощи и поддержки социально и экономически незащищённым и бедным слоям общества, без учёта кастовых и религиозных различий;
- создание новых и разносторонняя поддержка существующих школ, колледжей, лекционных залов, аудиторий, научных и художественных музеев и других учреждений, направленных на развитие образования в сфере искусств, науки, литературы и других полезных обществу областей деятельности во всех возможных формах: пансионов, библиотек, читальных залов, музеев, гимназий и прочих подобных учреждений; начальных и средних школ всевозможного профиля;
- спонсирование, выделение грантов и стипендий и прочая финансовая помощь способным ученикам и студентам в прохождении ими курсов по искусству и другим гуманитарным предметам, а также иным лицам без учёта кастовых и религиозных различий.

## Деятельность Треста
- восстановление старых зданий на территории Треста;
- постройка новых зданий для культурных и образовательных проектов;
- развитие современной инфраструктуры на территории Треста;
- издательская деятельность (книги, брошюры, репродукции картин, постеры, сувениры);
- постоянные выставки-экспозиции;
- временные выставки;
- международное сотрудничество;
- основание и поддержание работы детского Колледжа Искусств им. Елены Рерих;
- развитие проекта Международного Колледжа Искусств им. Рерихов;
- осуществление научных семинаров и проектов, связанных с исследованиями семьи Рерихов;
- воссоздание деятельности Института Гималайских Исследований «Урусвати».

## Направления исследований
- наследие Рерихов в Индии;
- культивация медицинских растений: уже открыт для посетителей небольшой ботанический сад, где высажено 13 видов лекарственных растений, в том числе упоминавшиеся в работах Святослава Рериха;
- народные традиции штата Химачал-Прадеш: этот масштабный проект включает в себя сбор, запись и сохранение традиций, фестивалей, легенд штата Химачал-Прадеш. К настоящему моменту собрана интересная подборка о праздниках долины Куллу, сняты рабочие видеоматериалы, которые в скором времени увидят свет;
- Пакт Рериха.

## Основные объекты

### Картинная галерея Николая Константиновича Рериха
Постоянная экспозиция в трёх залах 37 картин кисти Николая Рериха и 11 картин кисти Святослава Рериха.

### Мемориальный дом семьи Рерихов
Поднявшись на специальный балкон, построенный вокруг верхнего этажа дома, посетители могут через окна увидеть внутреннее убранство комнат, сохранившееся со времён Рерихов. Рядом с домом, в пристроенном гараже располагается старинный автомобиль «Додж», принадлежавший Рерихам. Под древним кедром находится маленький открытый храм с собранием древних каменных скульптур, посвящённых легендарному покровителю долины Куллу — Гуга-Чохану и его сестре Рани Радж Мате.

### Мемориал Святослава и Девики Рани Рерих
Музей находится в бывшей летней мастерской Святослава Рериха. В экспозиции представлены фотографии и личные вещи семейной пары, а также репродукции картин Святослава Николаевича.

### Место кремации Николая Рериха
Открытая площадка, расположенная по склону ниже Мемориального дома семьи Рерихов, открывает посетителю живописные виды долины реки Биас в сторону города Куллу, с одной стороны, и на заснеженные пики Гепанга, с другой. Здесь, на месте кремации Николая Рериха, находится Мемориальный камень с надписью на языке хинди.

### Место кремации Девики Рани Рерих
Место кремации Николая Рериха со стороны холма обрамлено пышными статными липами, привезёнными из Европы и посаженными в своё время самими Рерихами. Именно здесь, под липами, на маленькой скамеечке больше всего любила отдыхать Девика Рани, и сюда же она завещала захоронить часть своего праха. На месте захоронения установлена простая каменная плита со знаком «Ом» и её именем.

### Мемориальные камни правителей Куллу
52 вертикальные резные каменные стелы (500—600 лет), воздвигнутые недалеко от древнего Замка в память о королях и королевах долины, ныне спасены от забвения и перенесены на территорию Треста, составляя часть его экспозиции.

### Музей Гималайского фольклорного творчества «Урусвати»
Музей содержит старинные скульптуры из коллекции Рерихов, а также собрание местных нарядов, культурных и этнографических объектов из региона долины Куллу и её окружения. Здесь также экспонируются репродукции картин Н. К. Рериха, работы индийских и русских художников; в небольшой «русской» комнате представлены наряды и этнографические объекты из России.

### Институт Гималайских исследований «Урусвати»
На первом этаже здания располагаются:
- Постоянная экспозиция «Юрий Рерих — Директор института Урусвати»;
- Временные выставки индийских и зарубежных художников и фотографов;
- Библиотека с собранием книг на английском, хинди, русском и других языках для детей и взрослых;
- Архив.

Верхний этаж занимает детский Колледж Искусств им. Елены Рерих.

### Детский Колледж Искусств имени Елены Ивановны Рерих
Начал свою деятельность в здании Института Урусвати с 6 апреля 2003 года. Примерно 130 детей из Наггара и близлежащих деревень обучаются в Колледже по четырём предметам: индийской классической и фольклорной музыке, танцу, актёрскому мастерству и живописи. Ученики Колледжа регулярно принимают участие в концертах, посвящённых основным мероприятиям и юбилеям семьи Рерихов, организуемых Трестом.

### Международный Колледж Искусств имени Рерихов
Этот масштабный проект был инициирован предыдущим премьер-министром Индии Аталом Бихари Ваджпайи во время его посещения Треста в 2003 году и поддержан бывшим министром культуры Индии г-ном Джагмоханом во время его визита в Наггар в сентябре того же года. Архитектурный план был подготовлен Арифом Нурани и представлен Главному министру штата Химачал-Прадеш, послу России и министру культуры Индии. Проект получил полное одобрение, но в силу последовавших в 2004 году политических изменений, проект был временно отложен из-за финансовых проблем.
Этот колледж станет первым колледжем искусств такого уровня в штате Химачал-Прадеш, который во многом сможет продолжить идеи семьи Рерихов, начатые в «Master Institute» — «Институте объединённых искусств», основанном в своё время Рерихами в Нью-Йорке. Из-за финансовых сложностей проект до сих пор не осуществлён, хотя Трест пытается найти выход из сложившегося положения.

## Издательская деятельность
Переиздание подлинных книг Рерихов, печать разноформатных репродукций картин Николая и Святослава Рерихов из собрания картинной галереи Треста, издание брошюр, календарей и изготовление различных сувениров.

## Реставрационные и строительные работы
Старые здания, сохранившиеся со времён Рерихов, восстанавливаются одно за другим и используются для нужд Треста. Выстроено большое новое здание, в котором размещается выставочный и семинарский зал, сувенирный магазин, чайная, ресторан и гостиница. На территории Треста построен открытый Театр, исполненный в местном стиле с 18-ю деревянными резными колоннами и резной статуей богини-покровительницы искусств Сарасвати. Площадка перед театром вмещает до 700 зрителей.

## Научная и исследовательская деятельность
Научная и исследовательская деятельность Треста направлена на воссоздание работы Института гималайских исследований «Урусвати».